# Timothy Findley
Pour les articles homonymes, voir Findley.
Timothy Findley, né le 30 octobre 1930 à Toronto, et mort le 21 juin 2002 en France, à Toulon, dans le Var, est un homme de théâtre, un scénariste et un écrivain canadien de langue anglaise.
D'abord acteur dans son pays natal, il a participé régulièrement au festival shakespearien de Stratford, en Ontario, dont il était membre fondateur depuis 1953, avant de fréquenter les scènes américaines et européennes. Il s'est ensuite surtout consacré avec succès à l'écriture de romans et de pièces de théâtre. Son œuvre a d'abord été saluée au Canada où il a reçu deux fois le Prix littéraire du Gouverneur général, en 1977 pour son roman The Wars (trad. Guerres) et, en 2000, pour sa pièce Elizabeth Rex (trad. Élizabeth, roi d'Angleterre) , avant d'être reconnue internationalement, en particulier aux États-Unis et en France où il a été fait Chevalier de l'Ordre des Arts et des Lettres en 1996, avec des romans comme  The Last of the Crazy People (1967 - trad. Le Dernier des fous) ou Famous Last Words (1981 - trad. Le Grand Elysium Hôtel). Il termine sa vie en France, à Cotignac, où il est inhumé.

## Biographie
Né à Toronto, en Ontario, où il fait ses études, il veut d'abord être danseur avant de devenir acteur de 1953 à 1957. Il participe à la création du festival shakespearien de Stratford, toujours en Ontario, et se produit  aux États-Unis et en Europe avant de s'installer provisoirement à Hollywood en 1957-1958. Il commence à écrire et réussit avec difficultés à faire publier à Londres ses premiers romans refusés par les éditeurs canadiens. En 1967, The Last of the Crazy People (Le Dernier des fous, 1994), puis The Butterfly Plague en 1969. Il travaille en même temps dans le milieu du théâtre et devient, de 1974 à 1975, dramaturge en résidence au Centre national des Arts d'Ottawa. Il est ensuite écrivain en résidence à l'Université de Toronto de 1979 à 1980. Il obtient enfin son premier grand succès avec son troisième roman The Wars (Guerres), publié à Toronto en 1977. Il collabore également à l'écriture de scénarios pour le cinéma et la télévision, notamment The National Dream en 1974, une évocation de la construction du chemin de fer transcanadien, ou The Whiteoaks of Jalna (1971-1972, version française : Les Whiteoaks de Jalna), tenant même parfois quelques petits rôles dans les films de ses amis.
Timothy Findley s'est imposé comme un des écrivains marquant de la littérature de langue anglaise au Canada avec ses pièces de théâtre et ses romans qui sont traduits dans de nombreuses langues, et principalement en français. Écrivain reconnu, il a reçu de nombreux prix et distinctions au Canada comme le Prix du Gouverneur général par deux fois, le Prix de la Canadian Authors Association, l'Ordre de l'Ontario, le Prix Trillium de l'Ontario et les titres d'Officier de l'Ordre du Canada et, en 1996, de Chevalier de l'Ordre des Arts et des Lettres de France.
La vie privée de Timothy Findley, « Tiff » comme l'appelaient ses amis, est centrée sur William Whitehead, le compagnon avec lequel il a parfois collaboré dans son activité de scénariste. Il écrivait ses textes à la main et à l'encre et son ami William les tapait à la machine. Ils partageaient leur vie entre le Canada, y résidant l'été, en particulier dans une ferme près de Toronto aménagée en résidence secondaire qu'ils appelaient « Stone Orchard », et le Sud de la France où ils passaient l'hiver dans un petit village de Provence appelé Cotignac.

## Regard sur l'œuvre
Timothy Findley écrit avec un style maîtrisé et élégant en variant les tonalités (comique, pathétique, fantastique, réaliste...) et en explorant quelques grand thèmes récurrents comme la destruction des liens affectifs, la solitude et la folie et souvent le regard d'un enfant désemparé devant la noirceur du monde et des âmes. En témoignent quelques-uns de ces romans les plus importants :
The Last of the Crazy People (1967) (Le Dernier des fous) décrit puissamment le huis clos morbide et violent dans lequel se débat un jeune garçon de 11 ans désemparé par la folie de sa mère et la solitude d'une ferme canadienne accablée par la canicule. Une adaptation au cinéma en a été faite en 2006 sous le titre Le Dernier des fous, film français réalisé par Laurent Achard.
The Wars (1977) (Guerres), son roman le plus célèbre, est une reconstitution méticuleuse et sensible de la vie d'un soldat canadien durant la Première Guerre mondiale. Sous le titre The Wars, le roman connaît en 1983 une adaptation au cinéma réalisée par Robin Phillips avec Richard Austin.
Famous Last Words (1981) (Le Grand Elysium Hôtel) construit en va-et-vient entre le printemps 1945 et la fin de la Seconde Guerre mondiale en Europe et divers moments des années 1920-1940 avec pour fil conducteur un écrivain américain fascisant réfugié dans un grand hôtel des Alpes autrichiennes au moment de la débâcle nazie. Il écrit sa vie sur les murs de sa chambre et raconte ses rencontres et ses compromissions avec des figures historiques qui complotent dans les officines d'extrême droite comme Charles Lindbergh, Ezra Pound, Hess, Ribbentrop et surtout le duc et la duchesse de Windsor alors que l'Europe découvre l'horreur et les ruines.
Not Wanted on the Voyage (1984) (Passagers clandestins) revisite le mythe de Noé pour le démythifier.
Headhunter (1993) (Le Chasseur de têtes) aborde le thème de la tension sociale et violence à Toronto devenu un lieu d'apocalypse peuplé d'incarnations du Mal.
Le court roman You Went Away (1996) (Nos adieux) se déroule dans les années 1930 et raconte la destruction du bonheur d'une famille en Ontario et le regard désemparé de l'enfant.
Dans Pilgrim (1999), récit situé en 1912, un dénommé Pilgrim déclaré mort par les médecins revient à la vie et assure avoir vécu plusieurs vies et être immortel. Interné dans un asile psychiatrique, il est soigné par Carl Gustav Jung, fasciné par le personnage. Le roman mêle avec ambition fantastique, métaphysique et questionnement sur la folie.
Spadeword, (2001) (Les Robes bleues) est un roman du sentiment, sinon un roman sentimental, qui illustre la dérive d'un couple de Canadiens. Griffin est un acteur ambitieux prêt à tout pour réussir, et Jane est une créatrice de décors. Ensemble, ils se détruisent, perdus dans les illusions des jeux de miroir du théâtre.

## Œuvre

### Romans
- The Last of the Crazy People (1967) - Ce roman est adapté au cinéma par Laurent Achard dans le film français Le Dernier des fous primé lors du Festival international du film de Locarno 2006.
  - Le Dernier des fous, traduit par Nadia Akrouf, Paris, Le Serpent à plumes, 1994  (ISBN 2-908957-40-X) ; réédition, Paris, Le Serpent à plumes, coll. Motifs no 34, 1996
- The Butterfly Plague (1969)
- The Wars (1977) - Prix du Gouverneur général
  - Guerres, traduit par Éric Diacon, Paris, Fayard, 1979  (ISBN 2-213-00635-0) ; réédition, Montréal, Hurtubise HMH, 1980 ; réédition, Paris, Le Serpent à plumes, coll. Motifs no 13, 1994 ; réédition, Montréal, Bibliothèque québécoise, 2000 ; Phébus 2014, préface d'Alice Ferney.
- Famous Last Words (1981) 
  - Le Grand Elysium Hôtel, 1986, traduit par Bernard Géniès, Paris, Éditions Robert Laffont, coll. Pavillons, 1986  (ISBN 2-221-01127-9) ; réédition, Paris, 10/18. Domaine étranger no 2309, 1992 ; réédition, Paris, Le Serpent à plumes, 2005  (ISBN 2-268-05495-0)
- Not Wanted on the Voyage (1984) 
  - Passagers clandestins, traduit par Isabelle Maillet, Arles, Actes Sud, 2008  (ISBN 978-2-7427-7993-2)
- The Telling of Lies (1986) - roman policier qui remporte le Prix Edgar-Allan-Poe 1989
- Headhunter (1993)
  - Le Chasseur de têtes, traduit par Nésida Loyer, Paris, Le Serpent à plumes, 1996  (ISBN 2-908957-81-7) ; réédition, Montréal, Boréal, 1996 ; réédition, Paris, Gallimard, Folio no 3575, 2001
- The Piano Man's Daughter (1995) - Sous le même titre, ce roman est adapté au cinéma en 2003 par Kevin Sullivan
  - La Fille de l'homme au piano, traduit par Isabelle Maillet, Paris, Le Serpent à plumes, 1999  (ISBN 2-84261-145-4) ; réédition, Paris, Gallimard, Folio no 3522, 2001
- You Went Away (1996), court roman 
  - Nos adieux, traduit par Isabelle Maillet, Paris, Le Serpent à plumes, 1998  (ISBN 2-84261-074-1) ; réédition, Paris, Le Serpent à plumes, coll. Motifs no 104, 2000
- Pilgrim (1999) - Prix des libraires du Québec
  - Pilgrim, traduit par Isabelle Maillet, Paris, Le Serpent à plumes, 2000  (ISBN 2-84261-220-5) ; réédition, Paris, Gallimard, Folio no 3679, 2002
- Spadework (2001) 
  - Les Robes bleues, traduit par Sylviane Lamoine, Paris, Le Serpent à plumes, 2002  (ISBN 2-8426-1405-4)

### Recueils de nouvelles
- Dinner Along the Amazon (1984) - La première nouvelle qui donne son titre au recueil est adaptée en téléfilm au Canada sous le même titre en 1996 par Patrick Sisam Publié en français en deux volumes : Limonade et autres nouvelles, traduit par René-Daniel Dubois, Montréal, Les Allusifs no 96, 2013 ; et Bons baisers du pays des hypocrites, traduit par René-Daniel Dubois, Montréal, Les Allusifs, 2015 ; réédition, Paris, Le Livre de Poche,  no 34921, 2018  (ISBN 978-2-253-07363-5)
- Stones (1988)
- Dust to Dust (1997)

### Autobiographies
- Inside Memory: Pages from a Writer's Workbook (1991) (extraits du journal intime de l'auteur)
- From Stone Orchard (1998)  - souvenirs liés à ses moments passés avec son compagnon dans sa résidence secondaire, une petite ferme près de Toronto 
  - Le Verger de pierres, traduit par Nésida Loyer, Paris, Le Serpent à plumes, 2001  (ISBN 2-84261-298-1)
- Journeyman: Travels of a Writer (2003)

### Pièces de théâtre
- Can You See Me Yet? (1977)
- John A. -- Himself! (1979)
- The Stillborn Lover (1993)
- The Trials of Ezra Pound (2000)
- Elizabeth Rex (2002) - Prix du Gouverneur général du Canada - Cette pièce est adaptée en téléfilm sous le même titre à la télévision canadienne anglaise par Barbara Willis Sweete en 2004
  - Élizabeth, roi d'Angleterre, traduit par René-Daniel Dubois, Montréal, Théâtre du Nouveau Monde, 2008
- Shadows (2002)

### Autre publication
- A Nation of one (1997) 
  - Moi la Nation, traduction de Nancy Huston, Paris, Abbey Bookshop, 2003

## Filmographie

### Comme scénariste

#### Au cinéma
- 1969 : Don't Let the Angels Fall (version française : Seuls les enfants étaient présents), film canadien réalisé par George Kaczender, avec Arthur Hill, Charmion King et Monique Mercure
- 1974 : The National Dream: Building the Impossible Railway (feuilleton TV)
- 1979 : The Garden and the Cage, téléfilm canadien réalisé par Carol Moore-Ede Myers
- 1979 : Dieppe 1942, documentaire canadien réalisé par Terrence McCartney Filgate
- 1983 : The Wars, film canadien réalisé par Robin Philips avec Richard Austin

#### À la télévision
- The National Dream (1974, en collaboration avec son compagnon, William Whitehead)
- The Whiteoaks of Jalna (1971-1972, version française : Les Whiteoaks de Jalna)

### Comme acteur
- 1952 : Sunshine Sketches (série TV) : Peter Pupkin
- 1964 : John Cabot : A Man of the Renaissance : Niccolo

## Adaptations de ses œuvres

### Au cinéma
- The Piano Man's Daughter, 2003, film canadien réalisé par Kevin Sullivan, d'après le roman éponyme publié en 1995.
- Le Dernier des fous, 2006, film français réalisé par Laurent Achard, d'après le roman éponyme ((en) The Last of the Crazy People) publié en 1967.

### À la télévision
- Dinner Along the Amazon, 1996, téléfilm canadien réalisé par Patrick Sisam, d'après la première nouvelle qui donne son titre au recueil éponyme, publié en 1984.
- Elizabeth Rex (2004), téléfilm canadien réalisé par Barbara Willis Sweete, d'après sa pièce de théâtre éponyme publiée en 2002.